# Barmainville
Barmainville ist eine ehemalige französische Gemeinde mit 94 Einwohnern (Stand: 1. Januar 2022) im Département Eure-et-Loir in der Region Centre-Val de Loire. Sie gehörte zum Arrondissement Chartres. Die Bewohner werden  Barmainvillois und Barmainvilloises genannt.
Der Erlass des Präfekten vom 3. Dezember 2024 legte mit Wirkung zum 1. Januar 2025 die Eingliederung von Barmainville als Commune déléguée zusammen mit den früheren Gemeinden Rouvray-Saint-Denis und Neuvy-en-Beauce zur Commune nouvelle Neuville Saint Denis fest.

## Geografie

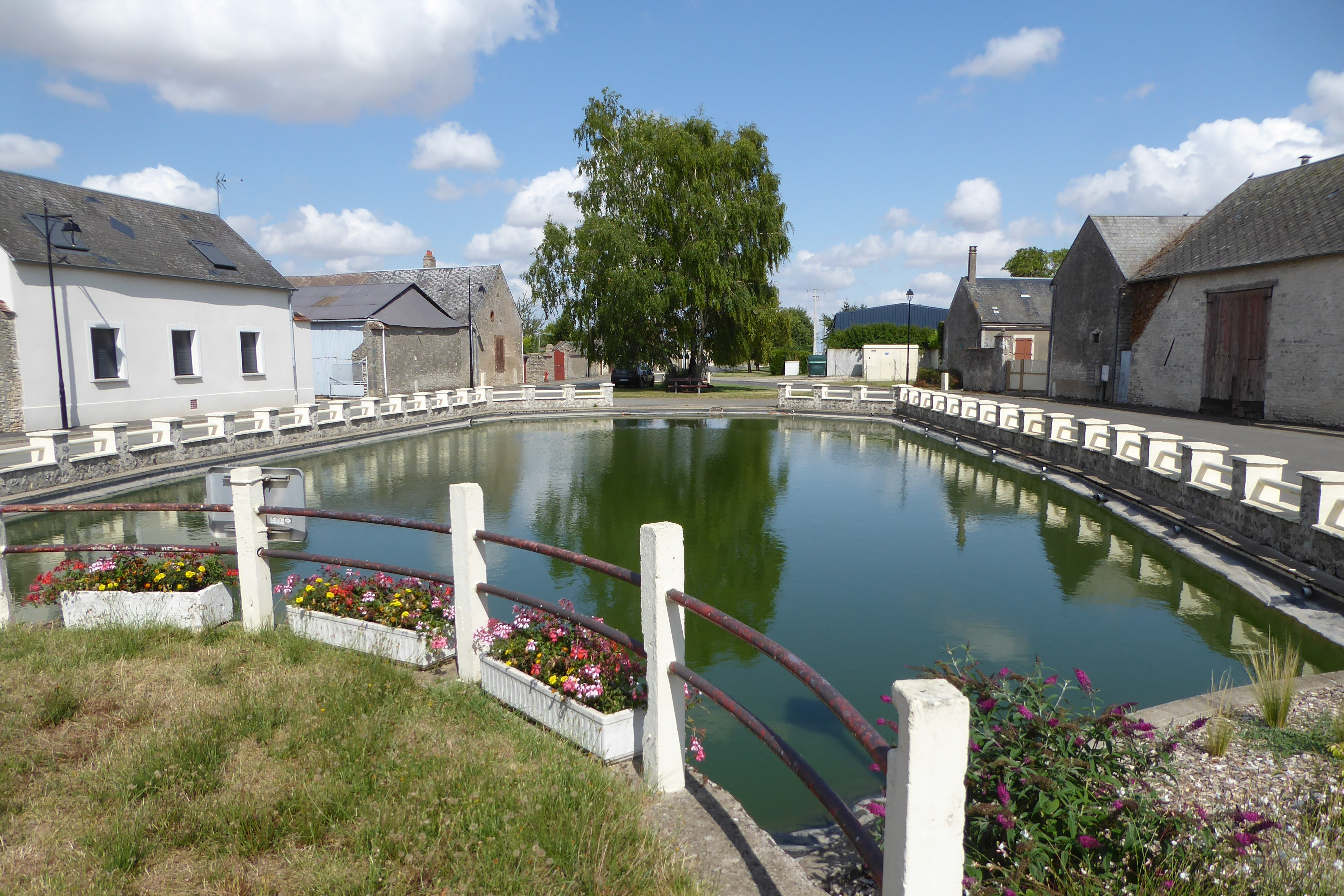
Teich im Zentrum von Barmainville in Armonville-le-Sablon

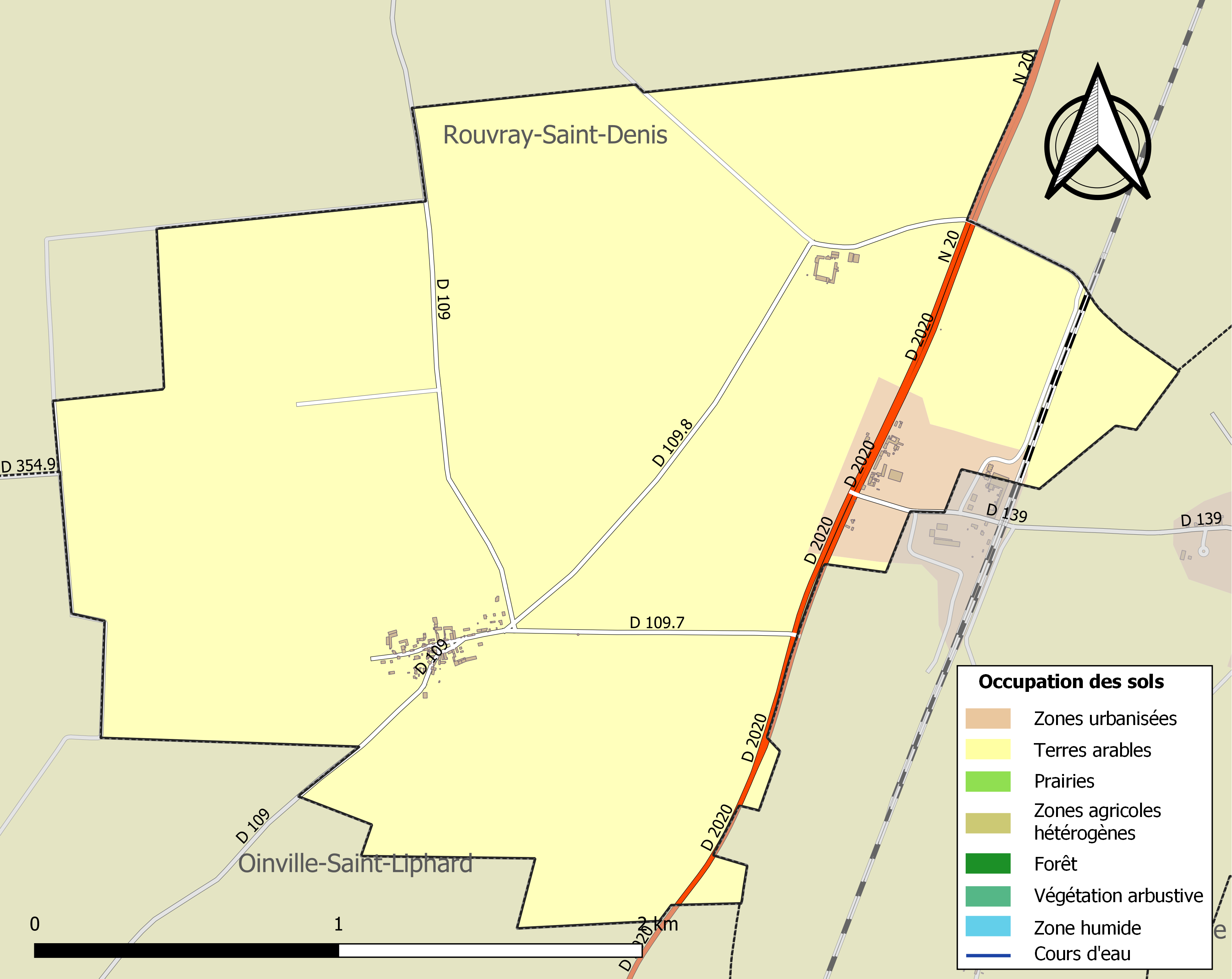
Bodennutzung und Infrastruktur von Barmainville (2018)

Barmainville liegt etwa 40 Kilometer südöstlich von Chartres, etwa 25 Kilometer südsüdwestlich von Étampes und etwa 39 Kilometer nördlich von Orléans in der Région naturelle der Beauce an der Grenze zum benachbarten Département Loiret. Das Zentrum von Barmainville befindet sich im Ortsteil Armonville-le-Sablon. Außerdem gehören zum Ort der namensgebende Weiler Barmainville und der Weiler La Poste de Boisseaux.
Das Ortsgebiet weist keine Fließgewässer aus. Das Zentrum in Armonville-le-Sablon liegt auf etwa 138 m Höhe. Das Bodenrelief ist relativ flach mit Höhen meist zwischen 136 m und 141 m.
Rund 97 % der Fläche von Barmainville werden landwirtschaftlich, ausschließlich als Kulturboden genutzt, rund 3 % entfallen auf Industrie-, Gewerbe- und Verkehrsflächen (Stand: 2018).
Umgeben wird Barmainville von der Commune déléguée Rouvray-Saint-Denis im Westen und Norden und von den Nachbargemeinden Boisseaux (Loiret) im Osten und Südosten sowie Oinville-Saint-Liphard im Süden und Südwesten.

## Bevölkerungsentwicklung
| Jahr                       | 1962 | 1968 | 1975 | 1982 | 1990 | 1999 | 2006 | 2013 | 2020 |
| Einwohner                  | 109  | 118  | 108  | 101  | 89   | 107  | 134  | 124  | 100  |
| Quellen: Cassini und INSEE |      |      |      |      |      |      |      |      |      |

## Gemeindepartnerschaft
Mit der kanadischen Gemeinde Saint-Jacques-de-Leeds in Québec besteht seit 1997 eine Partnerschaft.